# Cuinzier
Cuinzier és un municipi francès situat al departament del Loira i a la regió d'Alvèrnia-Roine-Alps. L'any 2007 tenia 598 habitants.

## Demografia

### Població
El 2007 la població de fet de Cuinzier era de 598 persones. Hi havia 234 famílies de les quals 63 eren unipersonals (26 homes vivint sols i 37 dones vivint soles), 78 parelles sense fills, 78 parelles amb fills i 15 famílies monoparentals amb fills.
La població ha evolucionat segons el següent gràfic:
Habitants censats

### Habitatges
El 2007 hi havia 316 habitatges, 244 eren l'habitatge principal de la família, 41 eren segones residències i 31 estaven desocupats. 297 eren cases i 19 eren apartaments. Dels 244 habitatges principals, 190 estaven ocupats pels seus propietaris, 49 estaven llogats i ocupats pels llogaters i 6 estaven cedits a títol gratuït; 9 tenien dues cambres, 32 en tenien tres, 83 en tenien quatre i 119 en tenien cinc o més. 219 habitatges disposaven pel capbaix d'una plaça de pàrquing. A 120 habitatges hi havia un automòbil i a 114 n'hi havia dos o més.

### Piràmide de població
La piràmide de població per edats i sexe el 2009 era:
| Homes | Edats   | Dones |
| ----- | ------- | ----- |
| 0     | 95 o +  | 0     |
| 0     | 90 a 94 | 5     |
| 1     | 85 a 89 | 7     |
| 1     | 80 a 84 | 0     |
| 9     | 75 a 79 | 11    |
| 15    | 70 a 74 | 25    |
| 20    | 65 a 69 | 18    |
| 19    | 60 a 64 | 25    |
| 25    | 55 a 59 | 8     |
| 12    | 50 a 54 | 13    |
| 17    | 45 a 49 | 19    |
| 33    | 40 a 44 | 22    |
| 17    | 35 a 39 | 34    |
| 12    | 30 a 34 | 17    |
| 31    | 25 a 29 | 9     |
| 25    | 20 a 24 | 12    |
| 16    | 15 a 19 | 37    |
| 19    | 10 a 14 | 18    |
| 19    | 5 a 9   | 13    |
| 14    | 0 a 4   | 7     |

## Economia
El 2007 la població en edat de treballar era de 351 persones, 266 eren actives i 85 eren inactives. De les 266 persones actives 245 estaven ocupades (131 homes i 114 dones) i 21 estaven aturades (11 homes i 10 dones). De les 85 persones inactives 31 estaven jubilades, 23 estaven estudiant i 31 estaven classificades com a «altres inactius».

### Ingressos
El 2009 a Cuinzier hi havia 262 unitats fiscals que integraven 644,5 persones, la mediana anual d'ingressos fiscals per persona era de 16.126 €.

### Activitats econòmiques
Dels 28 establiments que hi havia el 2007, 1 era d'una empresa de fabricació de material elèctric, 2 d'empreses de fabricació d'altres productes industrials, 6 d'empreses de construcció, 5 d'empreses de comerç i reparació d'automòbils, 3 d'empreses de transport, 2 d'empreses d'hostatgeria i restauració, 3 d'empreses de serveis, 4 d'entitats de l'administració pública i 2 d'empreses classificades com a «altres activitats de serveis».
Dels 11 establiments de servei als particulars que hi havia el 2009, 1 era una oficina de correu, 1 taller de reparació d'automòbils i de material agrícola, 1 paleta, 2 guixaires pintors, 1 fusteria, 2 lampisteries, 1 perruqueria i 2 restaurants.
Dels 2 establiments comercials que hi havia el 2009, 1 era un supermercat i 1 una botiga de menys de 120 m².
L'any 2000 a Cuinzier hi havia 10 explotacions agrícoles que ocupaven un total de 480 hectàrees.

## Equipaments sanitaris i escolars
El 2009 hi havia 2 escoles elementals.

## Poblacions més properes
El següent diagrama mostra les poblacions més properes.